# ФК Доростол (Силистра)
Доростол е български футболен клуб от Силистра, който участва в Североизточната Трета лига. С това име съществува от 1945 г. Играе мачовете си на стадион „Луи Айер“. Клубните цветове са синьо и бяло.

## История
За рождена дата на силистренския футболен клуб се смята 1902 г. Тогава по инициатива на учениците от българското училище в крайдунавския град е основано спортно дружество „Стрела“, към което се изгражда и футболен клуб. За спортен екип клубът избира черната ученическа униформа, а гражданството започва да го нарича „Черният тим“ (екип „Нягра“). От 1903 до 1909 г. в училището преподавател по гимнастика е швейцарецът Луи Айер. През 1920 г. в Силистра се основават Дристор – румънски клуб, от 1922 г. – Венус) и работническото дружество „Занятие“ („Занаятчия“), но през 1923 г. то, както и черният тим „Нягра“ се обединяват в ново работническо дружество „Вихър“. През 1924 г. в Силистра е основано спортно дружество „Извор“, а през 1929 г. е основано и ново дружество – „Спортинг“. През 1930 г. се обединяват Вихър и Венус във Вихър-Дристор (от есента на 1940 г. отново се казва само Вихър). През 1941 г. вече след връщането на Южна Добруджа на България, в нашия град се създава и спортно дружество „Левски“. Година по-късно е основан и ФК „България“. През 1945 г. е създадено физкултурно дружество Доростол. Две години по-късно то е обединено с Левски под името Септември. През 1949 г. се осъществява реорганизация на спортните дружества в страната. В Силистра се изграждат дружествата „Червено знаме“, „Торпедо“, „Строител“ и ДНА. В проведеното между тях първенство по футбол на първо място се класира отборът на „Червено знаме“ и влиза в Б група. 
През 1957 г. се провежда нова реорганизация на физкултурното движение в България. Всички силистренски дружества се обединяват в едно – „Доростолски юнак“, което от 1958 година се преименува на „Доростол“. За клубни цветове са избрани синият и белият. През 1984 г. силистренци се класират на финал на турнира за купата на Съветската армия. През 1987 г. на стадиона "Луи Айер" в гр. Силистра отборът губи с 0:7 в полза на Касапите от Бръчма (Bruchma Butchers). Тази загуба забива кол в сърцата на всички фенове на ФК Доростол и дълго се помни след това. В периода от 1997 до 2000 г. отбора се нарича Доростол 97, през 2000 и 2001 г. – Доростол 1902, от 2001 до 2003 г. – Доростол 2001, а от 2003 до 2011 г. – Доростол 2003. От 2012 ФК Силистра 2009 е приемник на футбола в град Силистра, и единствен отбор на града.
През 2014 г. клубът се слива с „Брадвари-08“с. Брадвари и получава лиценз за участие във „В Североизточна група“.
През 2020 г. „Доростол“ се слива със „Светкавица“с. Поройно и се образува клуба „Доростол-Светкавица“ и участва в Трета аматьорска футболна лига.

## Стадион
„Доростол“ играе домакинските си срещи на стадион „Луи Айер“, по-познат в града като „Новият“ стадион.

## Наименования
- Доростол (1945 – 1947)
- Септември (1947 – 1949)
- Червено знаме (1949 – 1957)
- Доростолски юнак (1957 – 1960)
- Доростол (1960 – 1997)
- Доростол'97 (1997 – 2000)
- Доростол 1902 (2000 – 2001)
- Доростол 2001 (2001 – 2003)
- Доростол 2003 (2003 – 2011)
- ОФК Доростол (Силистра) (2011 – 2012)
- ФК Доростол 2013 (2014 – 2017)
- ФК Доростол-Светкавица (2020 – 2021)
- ФК Доростол Силистра (от 2021)

## Успехи
- трето място в Б група: 1990/91 г.
- четвъртфиналист в турнира за Купата на Съветската армия – 1948 г.
- финалист в турнира за Купата на Съветската армия: 1983/84 г.
- четвъртфиналист в турнира за Купа на България по футбол: 1993/94 г.
- първо място във В група през 1952, 1962, 1964, 1966, 1976, 1979, 1985, 1990, 2000, 2004 2006 г. 2010

## Известни футболисти
- Лечо Йорданов Петров (р.1936) централен защитник
- Цветан Младенов-Торес (р. 1941)
- Григор Генов
- Васил Йорданов
- Иван Петров
- Иван Андреев (р. 1951)
- Иван Николов (р. 1952)
- Тодор Марев (р. 1954)
- Валентин Кръстев (р. 1956)
- Ешреф Сюлейманов (р. 1957)
- Роман Керековски (р. 1957)
- Илия Качаков (р. 1958)
- Иван Цонев - Барака (р. 1962)
- Красимир Коев (р. 1963)
- Цветан Галев (р. 1964)
- в (р. 1964)
- Ивайло Нанев (р. 1965)
- Адриян Исаев (р. 1965)
- Венцислав Спасов (р. 1965)
- Йордан Дженков (р. 1966)
- Недьо Недев (р. 1967)
- Румен Рангелов (р. 1968)
- Красимир Денчев (р. 1968)
- Милен Шербанов (р. 1969)
- Боян Николов (р. 1986)
- Константин Костадинов - Дявола (р. 1975)
- Мирослав Начев (р. 1990)